# AEG C.VIII
L'AEG C.VIII fu un aereo da ricognizione monomotore, biplano biposto, sviluppato dall'azienda tedesco imperiale Allgemeine Elektrizitäts-Gesellschaft (AEG) negli anni dieci del XX secolo e rimasto allo stadio di prototipo.
Realizzato per equipaggiare i reparti della Luftstreitkräfte, la componente aerea del Deutsches Heer (l'esercito imperiale tedesco), impegnati nella prima guerra mondiale, durante le iniziali prove di volo non riuscì ad esprimere prestazioni tali da superare i modelli già in uso, nemmeno nella sua variante a velatura triplana.

## Utilizzatori
Germania
- Luftstreitkräfte